# Niketas Choniates

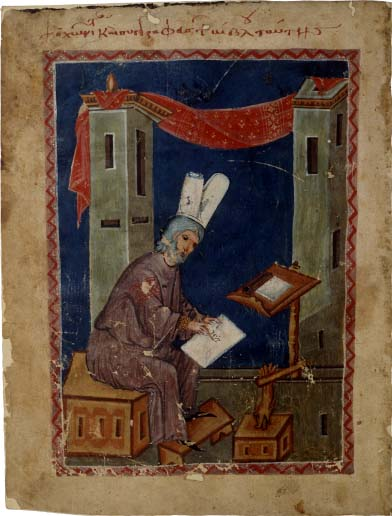
Niketas Choniates in een middeleeuws manuscript

Niketas Choniates (Middelgrieks: Νικήτας Χωνιάτης) (Chonai, circa 1155 - Nicea - circa 1216) was een Grieks historicus, bekend vanwege zijn geschiedenis van het Byzantijnse Rijk tussen 1108 en 1207. 
Niketas werd geboren in een rijke familie in de Frygische stad Chonai en werd samen met zijn oudere broer Michael naar Constantinopel gestuurd om een goede opleiding te krijgen. Beide broers maakten vervolgens carrière in dienst van de Byzantijnse keizers. Niketas werd benoemd tot gouverneur van het thema Philippopolis. 
Na de verovering van Constantinopel in 1204 door de Latijnse kruisridders van de Vierde Kruistocht vluchtte Niketas net als veel andere Byzantijnen naar Nicea, waar hij in 21 delen de recente geschiedenis van het Byzantijnse Rijk optekende (de Chronike diegesis). Voor de verovering van Constantinopel in 1204 vormt zijn werk een belangrijk ooggetuigenverslag. 
Niketas Choniates figureert prominent in Umberto Eco's roman Baudolino. De held van het verhaal vertrouwt zijn onwaarschijnlijke levensverhaal toe aan de geschiedschrijver. 